# Sauromates (fill de Criscorones)
Sauromates, fill de Criscorones, va ser un personatge esmentat per Constantí VII Porfirogènit com un rei o cap del Regne del Bòsfor.
Constantí diu que va reunir un exèrcit per combatre els sàrmates, amb el qual va envair la Còlquida i la va assolar, continuant cap al Pont fins al riu Halis. En aquest riu es va trobar amb les forces del general romà Constantí que el va aturar, cap a l'any 291. Amb l'ajut dels sàrmates de la zona de la mar d'Azov (Palus Maeotis) va anar a Panticapea i va ocupar la ciutat. Totorses, rei del Bòsfor, va demanar ajut al rei o tirà de Querson, Crest (Chrestus), que va envair el regne del Bòsfor i va ocupar la capital, Panticapea. Sauromates va haver de negociar la pau per obtenir la restitució dels seus territoris, alliberant a tots els presoners i abandonant les seves conquestes l'any 292.
Encara que sovint confós amb Sauromates IV, aquest no va emetre monedes després del 276 i no era fill de Criscorones.